# La Cataluña (1907-1914)
La Cataluña fou una revista creada l'any 1907 per Joan Torrendell i Miquel dels Sants Oliver. Va ser creada per difondre el pensament de la Solidaritat Catalana. La revista va deixar de publicar-se el 1914.

## Història

### Naixement
La Cataluña va publicar el seu primer número el 5 d'octubre de 1907 fundada pels escriptors mallorquins Joan Torrendell i Miquel dels Sants Oliver principalment per difondre el pensament (de fet, considerada l'òrgan de difusió del moviment) de la Solidaritat Catalana, un moviment unitari de partits d'àmbit català que va existir entre 1906 (un any abans de la fundació de la revista) i 1909, que va deixar d'existir a conseqüència de la setmana tràgica, que van ser revoltes a diferents ciutats catalanes, sobretot a Barcelona, entre el 26 de juliol i 9 d'agost de 1909. És una revista cultural i de pensament polític de periodicitat setmanal. El preu per subscripció a Espanya era de 3 pessetes per trimestre, a l'estranger 8 francs i el número sol estava a 25 cèntims.
La revista comença amb un article anomenat Nueva Etapa en el que parla de la importància de Catalunya dins l'àmbit regenerador a Espanya: ‘'La transformación espiritual de España respecto de Cataluña no puede ser más evidente. Guiliermo Greali, en 1902, aseguraba que en el resto de la península se nos tíldaba de enfermos, cuando no de locos, creyéndose unánimamente que el tratamiento había de ser la fuerza, mejor dicho, la camisa de fuerza. A los cinco años de la formulación de diagnóstico tan desconsolador, hemos de afirmar que buena parte del país ha vistos urgir de Cataluña la palabra de vida, la acción salvadora para la España decadente, postrada, sin vigor ni voluntad, perdido todo ideal regenerador.

### Trajectòria
La revista és cultural i de pensament polític, i el seu contingut d'aquesta són diferents articles escrits per col·laboradors importants en el món de la paraula, que tenen d'ideologia política el pensament de la Solidaritat Catalana. Compta amb diferents seccions, algunes habituals i altres no, i altres regulars, apareixent depenent del número.
Les habituals són:
- Documentos de opinión: una secció on normalment hi ha un article sobre un tema en concret d'opinió, aquest article pot ser de diferents àmbits o pot ser el mateix article que en altres números, però amb la perspectiva d'un personatge diferent, com es veu en el cas dels diferents articles sobre ‘'El proyecto de Reforma de Administración Local, uns articles que han sortit en diversos números però amb informes de diferents persones o administracions.
- Notas internacionales: diferents articles dins d'aquesta secció on parla de situacions a diferents països, sempre nomena el país primer i després el tema sobre el qual és parlarà.
- La semana: dins d'aquesta secció trobem articles de diferents àmbits, aquests poden ser tan política, teatres, música, llibres...
- La prensa catalana: aquesta secció té una secció dins anomenada Opiniones ajenas, on podem trobar diferents articles, que molts no tenen autor.

Alguna secció que no està sempre, però apareix de manera regular a alguns números com:
- Nuestras informaciones: normalment els articles que surten estan relacionats per molt i que siguin a diferents números, són continuacions de l'article anterior.
- La América Latina: es compon d'un article on la temàtica va sobre l'Amèrica llatina.
- De Madrid: un o diferents articles on la temàtica va sobre Madrid.

La revista compta amb un diferent repertori de seccions que només apareixen a un número i que són molt variades. A partir de 1911, la revista s'endinsa en la segona etapa de La Cataluña, en la que especifiquen millor les diferents seccions (on moltes es mantenen) i afegeixen de noves com ‘Valencia y Mallorca'.

### Números monogràfics rellevants
La revista ha canviat d'època i fins i tot a canviat de nom i de directors. Els primers números monogràfics de cada canvi son:
- La primera publicació de La Cataluña el 5 d'octubre de 1907.
- La primera publicació de la segona època de La Cataluña el 7 de gener de 1911.
- Primera publicació amb el canvi de nom de La Cataluña a Cataluña el 6 de gener de 1912.
- Primera publicació amb el canvi de nom de Cataluña a Catalunya el 18 de gener de 1913.

### Final
La Cataluña va tenir dos finals, el primer és quan passa de Cataluña a Catalunya l'any 1913, quan també va canviar de director, va marxar Miquel dels Sants Oliver i va ocupar el seu lloc Josep Carner, màxim representant del Noucentisme, i la revista va passar a ser publicada en català. El segon és quan la revista cessa definitivament amb el seu últim número el 26 de desembre de 1914. La Cataluña va ser una revista creada per fomentar el missatge de la Solidaritat Catalana i, per tant, quan aquesta es dissol, l'any 1909, el principal missatge desapareix, però aquesta continua durant uns anys més.

## Equip de redacció
| Directors                | Any       |
| Joan Torrendell          | 1907-1910 |
| Miquel dels Sants Oliver | 1910-1912 |
| Josep Carner             | 1913-1914 |

| Col·laboradors |
| Eugeni d’Ors   |
| Ramon Rucabado |

Va haver-hi molts col·laboradors ocasionals en la història de la revista. També, els mateixos directors feien articles per la revista.